# Языки Словакии

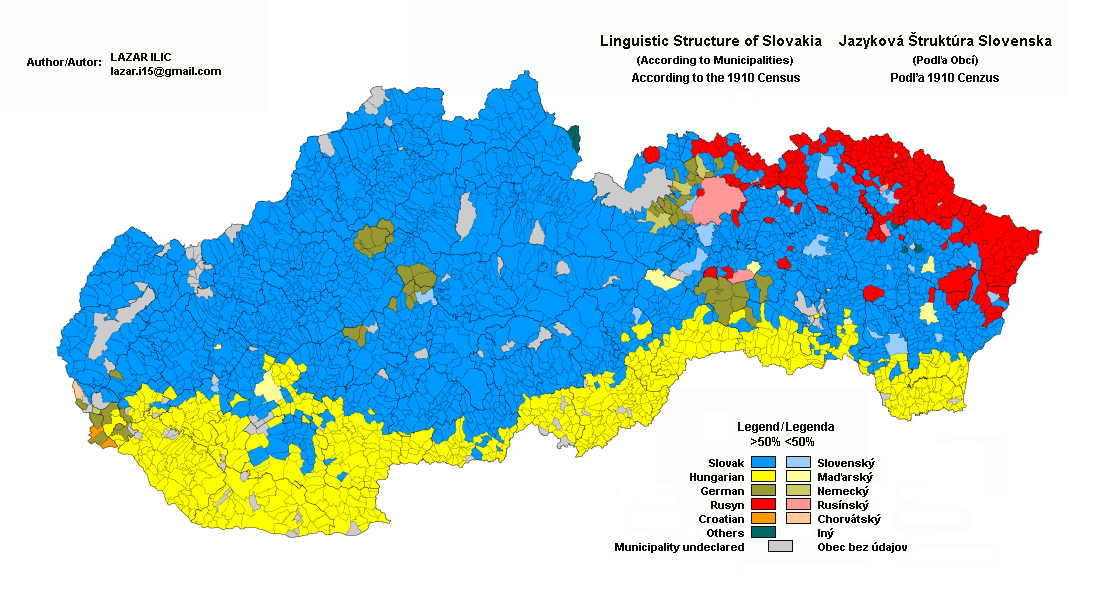
Распространение языков в Словакии по переписи 1910 года.

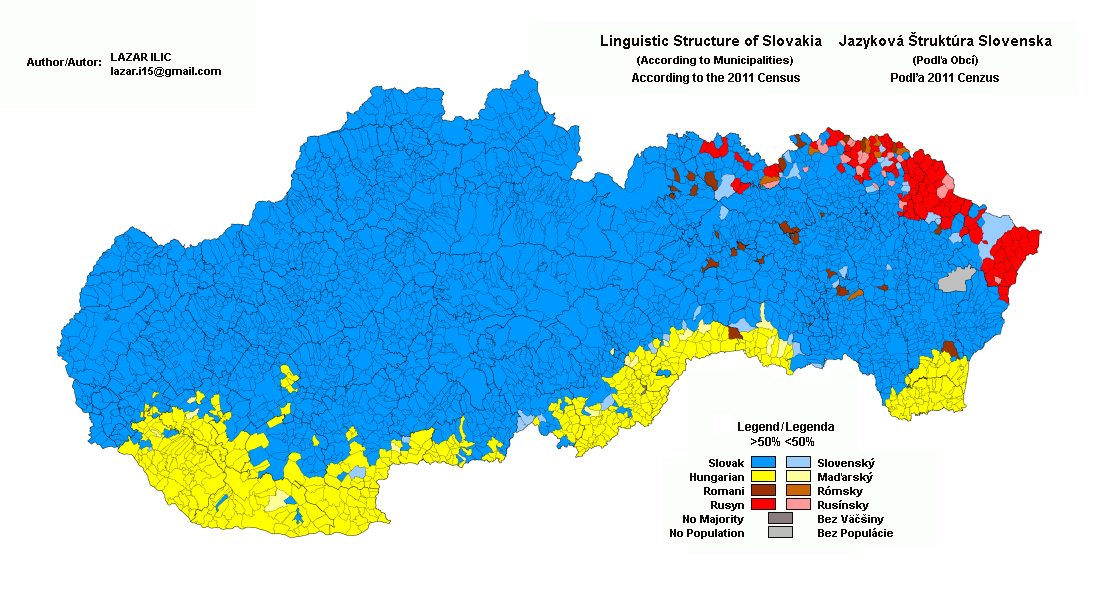
Распространение языков в Словакии по переписи 2011 года.

Языки Словакии — языки, распространённые в Словакии.
Официальный государственный язык — словацкий, принадлежащий к группе славянских языков.
Венгерский язык имеет равное хождение в южной Словакии, по законодательству Словакии он может употребляться как официальный наряду со словацким в тех регионах, где венгры составляют свыше 20 процентов населения.
Материнским (родным) языком большинства жителей Словакии является словацкий язык: 78,6 % жителей (4 240 453 человека), согласно переписи населения 2011 года. Венгерский язык назвали своим родным 9,4 % населения (508 714 человек). Цыганский — родной язык для 2,3 % населения (122 518 человек). Русинский язык на четвёртом месте по количеству назвавших его своим родным языком — 1 % населения (55 469 человек). Остальные языки набрали менее 1 %.

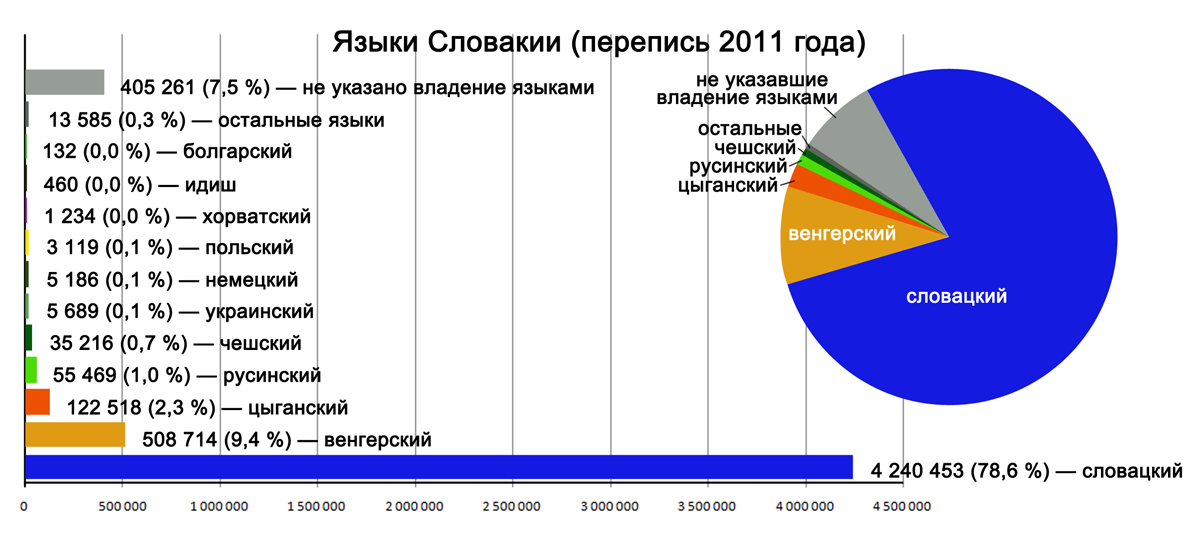
Словацкий язык среди остальных языков Словакии